# Кіши-Карасу
Кіши́-Карасу́ (каз. Кіші Қарасу) — село у складі Жарминського району Абайської області Казахстану. Адміністративний центр Карасуського сільського округу.
Населення — 391 особа (2021; 611 у 2009, 913 у 1999, 1531 у 1989).
Національний склад станом на 1989 рік:
- казахи — 100 %

Станом на 1989 рік село називалось Мале Карасу.